# 中国卫星海上测控部
中国卫星海上测控部，又称中国人民解放军第二十三试验训练基地（中国人民解放军63680部队）、航天远洋测量船基地，位於江苏省江阴市，属於中国人民解放军军事航天部队。中国卫星海上测控部是中国唯一的综合性航天远洋测控单位，也是中国航天测控网的重要组成部分，为各类航天器提供海上跟踪测控服务，被誉为“海上科学城”。

## 简介
1964年10月16日，中国第一颗原子弹试验成功。但仅有原子弹而没有导弹不行，于是先后试验东风2号、东风3号、东风4号弹道导弹。在此基础上，又试验东风5号弹道导弹。东风5号的试验因为距离远，不能在中国国土内进行，所以建造航天远洋测量船并成立航天远洋测量船基地就被提到日程上。1960年代后期，随着远程运载火箭、人造卫星的相继问世，建立在本国国土上的测控站开始显得力不从心，钱学森为此提出建立海上测量站。
1965年，开始研究建造航天远洋测量船的计划。当时，周恩来两次主持专委会，专门研究海上测量船问题。1967年7月18日，在国家科委的主持下，正式立项建造航天远洋测量船，所以该工程称“718工程”。1975年4月，在江苏江阴建立基地筹建指挥部。1977年8月、10月，中国自主设计建造的第一代航天远洋测量船远望1号船、远望2号船先后建成下水。1977年9月，两艘航天远洋测量船部队组建完成，这是中国第一支航天远洋测量船部队。1978年10月，中国人民解放军第二十三试验训练基地（中国人民解放军89001部队，后改称中国人民解放军63680部队）正式成立，即航天远洋测量船基地。1980年初，两艘远望号船经多次试航，各类人员就位，各类设备安装调试完毕。
1980年5月，远望号船首次远航，执行第一次东风5号全程试验任务。1980年4月下旬，两艘远望号船，以及从中国人民解放军海军东海舰队、北海舰队、南海舰队和国家海洋局抽调的共18艘舰船及4架直升机组成海上编队，自浙江舟山出发，经赤道到远离中国8000多公里的南太平洋澳大利亚东北海域布阵。布阵范围为32海里乘以32海里的方阵。东风5号弹道导弹自酒泉卫星发射中心发射，准确打到南太平洋东北海域的预定方阵内。这开创了中国在本土以外进行航天测量的历史，中国由此成为继美国、苏联、法国之后第四个具备海上跟踪测量能力的国家。此后，1988年远望号船又成功完成了核潜艇水下发射的测控任务。
1990年4月7日，中国长征三号运载火箭发射“亚洲一号”卫星，这是远望号船首次承担外国卫星的测控任务。
从1980年代中期到1990年代初期，航天远洋测量船能否实施测控的问题一直处于争论中。远望号船通过一次次卫星抢救任务，证明了自身的价值。1994年12月2日，首颗东方红三号卫星升空后旋转异常，远望2号船奉命赴预定海域成功组织抢救，实现了中国首次对故障卫星进行手动遥控发令。1997年4月，东方红三号卫星、风云二号卫星将分别实施再发射，上级首次将控制任务赋予航天远洋测量船基地，远望2号船对风云二号卫星成功实施“姿章联控”（即同时控制姿态和章动），这种新技术当时只有美国、俄罗斯等国掌握。
1995年3月，中国第二代航天远洋测量船远望3号船建成投入使用。1998年，国家海洋局原向阳红10号科学考察船经中修技术改造，更名为“远望4号”。
1999年11月，三大洋上的远望1号、2号、3号、4号船同时在对神舟一号飞船成功实施测控任务，实现了自海上卫星测控到载人航天测控的跨越。2003年10月16日，三大洋上的四艘远望号船“牵引”着航天员杨利伟成功返回地球。
2007年11月，远望2号、3号船共同执行“嫦娥一号”任务，牵引着嫦娥一号成功奔月，跟踪测控距离自7万公里延伸至40万公里，这标志着中国航天远洋测量船成功实现了从航天器地球轨道延伸到月球轨道测控。
2007年、2008年，远望5号、6号船相继交付使用，中国的航天远洋测控能力由此再上新高。
1989年，中央军委主席邓小平签署命令，为远望1号船、远望2号船分别记一等功。1999年，中央军委主席江泽民签署命令，为远望3号船记一等功。2000年，中央军委主席江泽民签署命令，为远望2号船记一等功。2005年，中央军委主席胡锦涛签署命令，授予远望2号船“功勋测量船”称号。
江阴市为航天远洋测量船基地提供了最好的江岸。航天远洋测量船基地也很重视同地方搞好关系，帮助江阴市人民政府大楼、华西村大楼实现了自动化。
2024年4月，中央军委撤销战略支援部队番号，中国卫星海上测控部编入中国人民解放军军事航天部队。

## 机构设置
- 试验技术部[9]
- 远望一号航天远洋测量船（2010年退役移交江南造船博物馆）
- 远望二号航天远洋测量船（2019年退役移交地方政府作为爱国主义教育基地）
- 远望三号航天远洋测量船
- 远望四号航天远洋测量船（2011年退役作为靶舰击沉）
- 远望五号航天远洋测量船
- 远望六号航天远洋测量船
- 远望七号航天远洋测量船
- 远望二十一号运载火箭运输船
- 远望二十二号运载火箭运输船
- 航天远洋测量船船员第一大队
- 航天远洋测量船船员第二大队[10]

## 历任领导
| 中国人民解放军第二十三试验训练基地司令员 （对外又称中国卫星海上测控部主任） 1. 田震环（1979年2月－1985年1月） 2. 孟宪诚 少将（1985年－1989年1月） 3. 王立春 少将（1989年—1995年） 4. 王景春 少将（1995年－？） 5. 崔秉书 少将（？－2005年） 6. 简仕龙 少将（2005年－2009年） 7. 费加兵 少将（2009年－2015年） 8. 吴锦高 少将（2015年3月－） | 中国人民解放军第二十三试验训练基地政治委员 （1990年代起通常兼任中国卫星海上测控部党委书记） 1. 申秉辰（？－？） 2. 丁永泉 少将（1985年3月－1990年6月） 3. 张寿刚 少将（？－1994年，党委书记兼政委） 4. 董万才 少将（1994年10月－1996年7月，党委书记兼政委） 5. 韩效平 少将（？－2001年，党委书记兼政委） 6. 袁水春 少将（？－？，党委书记兼政委） 7. 饶顺和 少将（？－2008年，党委书记兼政委） 8. 丁兴农 少将（2008年－2012年3月，党委书记兼政委） 9. 杜 鹏 少将（2012年－2016年，党委书记兼政委） 10. 庄 晏 少将（2016年－，党委书记兼政委） |